# Зелена вулиця (Мелітополь)
Зелена вулиця — вулиця у Мелітополі. Вулиця починається з глухого кута за Азовським провулком, йде на південь пералельно Монастирській вулиці і закінчується, виходячи на Монастирську вулицю. Забудована приватними будинками.

## Назва
«Зелена» є розповсюдженою назвою українських вулиць, на яких є багато зелених насаджень. Поруч з вулицею знаходиться однойменний Зелений провулок.

## Історія
Перша відома згадка вулиці датується 11 жовтня 1933 року під назвою Верхньо-Петровська або Верхньо-Петровського.
29 жовтня 1957 була перейменована на Зелену вулицю.